# Saropogon pollinosus
Saropogon pollinosus là một loài ruồi trong họ Asilidae. Saropogon pollinosus được Loew miêu tả năm 1869. Loài này phân bố ở vùng Cổ Bắc giới.